# Chelonus caulicola
Chelonus caulicola är en stekelart som beskrevs av Mccomb 1968. Chelonus caulicola ingår i släktet Chelonus och familjen bracksteklar. Inga underarter finns listade i Catalogue of Life.